# Carel Samuel Stokvis
Carel Samuel Stokvis (Amsterdam, 12 augustus 1869 – aldaar, 18 april 1930) was een Nederlands medicus.

## Achtergrond
Carel Samuel Stokvis werd geboren binnen het gezin van medicus Barend Joseph Stokvis en Julia Elisabeth Wertheim. Hij is de jongere broer van Rachel Stokvis (1867-1942). Hijzelf huwde in 1904 met zijn nicht Barbara Sophia Kohnstamm (nazaat van Mayer Kohnstamm en Sarah Wertheim) Het stel kreeg een zoon Max Stokvis (geboren 1906). Hij is op 22 april 1930 begraven op Zorgvlied. Na zijn dood werd zijn uitgebreide bibliotheek, inclusief die van zijn vader, geveild via Menno Hertzberger. 

## Werk
Hij was in de leer geweest bij Rudolph Hendrik Saltet en deed onderzoek in het Wilhelminagasthuis. Hij ging vervolgens werken bij de Gezondheidsdienst in Amsterdam. Hij was echter het bekendst vanwege zijn werk als arts in het Binnengasthuis. Als arts was hij gespecialiseerd in besmettelijke ziekten, waarover hij ook publiceerde. Van zijn hand verscheen in 1899 Bijdrage tot verklaring der zwavelwaterstofvorming in het Amsterdamse grachtwater en in 1912 De verspreiding van besmettelijke ziekten door de school en het gezin en de daartegen te nemen maatregelen. Van hem is voorts een briefwisseling uitgegeven met Maurits Benjamin Mendes da Costa en met Frederik Willem van Eeden. 
In 1911 hield hij lezingen over de verspreiding en beteugeling van de pest en cholera in Nederlands-Indië. In 1913 zat hij in het bestuur van de Schoolcommissie Amsterdam. Hij was rond 1915 enige tijd voorzitter van het Nederlands Vrijdenkersfonds. Hij was tevens betrokken bij de Eerste Hulp bij Ongevallen, Amsterdam. 